# Mouvement jovialiste
Fondé et animé dès 1970 par le philosophe québécois André Moreau autour de la proposition d’une existence forte, stimulante, joyeuse, riche, cultivée et chaleureuse. Le Mouvement jovialiste s’est constitué en corporation sans but lucratif au cours de 1977 afin d’appuyer la pensée du philosophe par une véritable organisation. Dans ses années fastes, Le Mouvement Jovialiste a compté plus de 3 000 membres actifs puis, à la suite de sa dissolution en 1992, il fut mis en sommeil jusqu’en 2010 quand l'artiste Nicolas Lehoux entreprit de le réveiller. Les démarches concrètes de ce néo-jovialiste ont stimulé la mise en place d’une nouvelle organisation, Mouvement jovialiste (incorporé le 30 avril 2010) dont les membres sont bien décidés d’aller de l’avant, au service du bonheur, de l’harmonie, de l’intelligence et de la créativité.

## Historique
À la fin de l’été 1970, André Moreau a demandé à un avocat « d’enregistrer pour [lui] une petite société qui s’appellerait le Mouvement jovialiste ». Tardant à s’exécuter, l’avocat ne procède que le 14 décembre 1970, jour de l’anniversaire de naissance de Nostradamus. Moreau y voit beaucoup plus qu’une simple coïncidence, car Nostradamus aurait « annoncé le jovialisme il y a plus de quatre cents ans ». 
Moreau comptait sur ses apparitions à la télévision québécoise pour remplir les salles de conférence du Mouvement jovialiste et y vendre ses livres aux auditeurs. Il espérait répandre ainsi sa pensée philosophique « dans tout le Québec ». « Jusqu’au début des années 1980, le Mouvement jovialiste a connu une certaine prospérité [jusqu’à remplir] une salle pouvant contenir deux cents personnes ». C'était dans le cadre du marathon philosophique du 26 septembre 1982. 20 heures de discours sur l'immatérialisme. Le Mouvement jovialiste a renforcé la présence d’André Moreau à la télévision, lui donnant « une sorte d’aura sociale », sans toutefois faire connaître sa pensée au peuple. 
Plusieurs facteurs ont entraîné son déclin, dont la situation économique du début des années 1980, le déplacement du lieu de rencontre et, surtout, « les dissensions intérieures […] entre factions ». Au début des années 1990, les successeurs de Moreau à la tête du mouvement ont mis fin à l’expérience ».

### Mission
La mission du Mouvement Jovialiste est de favoriser l’émergence d’un mouvement social ayant pour objet de répandre une philosophie de la fête et du bonheur.

### Symbolisme du logo
Jovial vient du latin Jovis (Jupiter) et signifie en langage ésotérique « rempli de l'absolu ». Tout le monde connaît la signification populaire du mot jovial qui veut dire aimant la vie. C’est du souci de répandre la fête qu’est né le mouvement jovialiste. Tous ceux qui s’appliqueront à cette tâche s’appelleront les jovialistes et leur jour sera le jeudi, le jour de Jupiter. Ils choisiront comme emblème la rose, symbole de leur ouverture, et l’opposeront à la croix, symbole antique du sacrifice et de la douleur. Sur la rose, l'épée d'or signifie la conquête intérieure et représente l’assurance que l’ouverture sera maintenue.

### Thèmes jovialistes
Claire Mercier énumère ainsi les grands thèmes jovialistes : « La libération intérieure, la transgression joyeuse des interdits, l’anathématisation de la politique, de la morale et de la religion, le désir de reconnaître l’être qui grandit en l’homme, la volonté de n’obéir qu’à soi, la célébration de l’inutile, le refus de l’effort, l’aspiration candide à l’infini, le refus de la modération considérée comme un gage de médiocrité ».

### Néologisme
Louis Gauthier rapporte que les mots « jovialisme » et « jovialiste » proviennent du latin Jovis, qui signifie Jupiter. Le sens originel que Moreau leur a donné a cependant été modifié. C’est ainsi qu’on les a retrouvés dans un éditorial de Jean-Robert Sansfaçon, dans un article du ministre des Finances du Québec, ainsi que dans une chronique de Lise Payette.

### Le Néojovialisme
André Moreau remarque lui-même l'arrivée des Néojovialistes en 2005 et le mentionne dans son Journal d'un Démiurge de cette même année intitulé Le Néojovialisme. 
Annoncé par un quotidien montréalais en décembre 2008, « le Mouvement Jovialiste, qu'on croyait mort et enterré, a décidé de renaître de ses cendres ». Le nouveau Mouvement Jovialiste, conduit « par l'artiste et bédéiste montréalais Nicolas Lehoux », aurait regroupé dès le départ « une centaine de membres ». 
Dans une entrevue, Nicolas Lehoux affirme qu’il « ne va pas refaire la même chose que dans les années 1970 ». Pas question de s’en remettre comme jadis à des conférences philosophiques. Pour réveiller le Mouvement Jovialiste Il a plutôt misé sur un « cabaret jovialiste […] chaque mois, combinant lectures philosophiques et poétiques, numéros musicaux et danse » Puis il s'est tourné vers l'internet et les réseaux sociaux en créant une galaxie de sites web afin de remettre au goût du jour la philosophie Jovialiste et le transmettre à la nouvelle génération. Il anime depuis 2012 l'émission radio hebdomadaire Propos sur le Bonheur dans laquelle il aborde les principaux thèmes jovialistes. 
Selon ce nouveau leader, « le jovialisme [est] une arme de choix pour lutter contre ce «nouvel ordre mondial» (New World Order) axé sur la performance, l'hyperconsommation, l'exploitation et tous les travers de la société occidentale ». On combinera « spiritualité, transgression joyeuse des interdits et, bien entendu, une bonne dose d’optimisme ». 
Le mouvement mise beaucoup sur les jeunes : « les adolescents d’aujourd’hui seront les jovialistes de demain ». Victimes qu’ils sont par le décrochage scolaire, par l’incompréhension des parents, par la tentation du suicide, ils devront « centrer la pensée jovialiste sur des valeurs d'éthique et de communautarisme qui font trop souvent défaut dans notre monde à la dérive ». 

### Citations
« (…) Il faut donc passer à l’offensive. C’est dans cette perspective que j’ai formé le Mouvement Jovialiste, dans le but de former des hommes et des femmes capables d’affronter n’importe quelle situation, de vivre heureux partout, de faire amis avec n’importe qui, et cela, par souci de la richesse de l’humanité, en demeurant parfaitement conscients de leur identité et sans l’inévitable promiscuité qui résulte des rapports non déterminés avec les autres. Voilà en quels termes je parle aux Jovialistes. Sachez qui vous êtes, vivez avec l’infini qui est en vous, allez vers les autres, fraternisez avec eux, apprenez à communiquer avec tous, mais ne vous laissez pas enfermer dans l’ambiance concentrationnaire des clans. Vous êtes des citoyens du monde et non des isolationnistes neurasthéniques accrochés désespérément à leurs meubles. Le temps est venu de vous ouvrir, de sortir de ce sentiment de sécurité trompeuse où vous risquez de vous immobiliser et de dévaler sur le monde pour l’exploiter à sa mesure. Je vois d’ici les gens crier en vous voyant surgir. Oui, ce sera un dur coup chez les mous. »
« (…) Il y a toujours eu des Jovialistes : les Épicuriens, les Gnostiques, les Cathares, les Fouriéristes, les Dadaïstes, etc. Mais, aujourd’hui, ils s’organisent. Ils imprègnent la société en profondeur de leurs coutumes, de leurs principes, de leurs attitudes. Ils sont là pour conquérir le monde. C’est au Québec qu’on les retrouve en plus grand nombre, car les Québécois sont des pacifistes, des humoristes, des créateurs, des conteurs et des noceurs. Tout est prétexte à une fête chez eux. Ils n’ont pas connu de guerre en quatre cents ans d’existence. Celles auxquelles on les a forcés à participer ne les concernaient pas et ils sont allés se battre comme on va à la fête, pour rien, sans émotivité, sans désir de léser l’ennemi. Le Mouvement Jovialiste n’aurait pu mieux tomber puisqu’il se propose d’accentuer ces tendances chez les Québécois et chez tous les peuples de la terre, de façon à rendre impossible la guerre, le mensonge, la torture, l’exploitation de l’homme par l’homme, la violence destructrice, la peur et l’envie. Le temps est venu de donner un visage à nos rêves. Des jeunes, des vieux, des riches, des pauvres, des petits, des grands, des beaux, des laids, voilà les Jovialistes, insaisissables, imprévisibles, inassimilables, une race à part, ouverte à la connaissance, mais plutôt portée à l’audace, à l’excès, à l’inédit, un groupe d’originaux conscients de ce qu’ils représentent, de beaux esprits qui dédaignent la culture et recherchent le plaisir, des gens vifs, décidés, éveillés, contrariants, à l’affût des idées, désireux de tout comprendre et de tout expliquer, des gens fous, bienveillants, autonomes, refusant les compromis, jugeant sans répit leurs semblables et riant des travers de la société, bref, des philosophes gais et détendus. »
« (…) Mais moi, c’est parce que je ne pouvais rien faire que j’ai fondé le Mouvement Jovialiste. C’est plus intelligent que d’aller tuer trois étrangers, finalement, et de terminer sa vie en prison. En fondant ce mouvement, j’ai voulu former des hommes et des femmes qu’on ne pourrait pas acheter, que le système ne pourrait pas récupérer, des gens têtus, opiniâtres, décidés et paradoxalement animés dans leur détermination même d’une inextinguible joie de vivre, des gens brillants, capables de rire des politiciens, des institutions, du sacré, des gens qu’on ne pourrait pas embarquer parce qu’ils seraient trop forts, trop sûrs d’eux, trop libres, hors d’atteinte. Oui, j’ai rêvé à ces hommes et à ces femmes et je commence à les voir surgir autour de moi au fur et à mesure qu’ils prennent la relève, malgré le mutisme des médias, l’agressivité des gens en place et la volonté commune de m’oublier. (…) »
« LA ROSE MYSTIQUE. Il faut toujours s’appuyer sur les symboles. Je ne dis pas qu’ils sont le fondement ultime d’une argumentation ou d’un développement ; je souligne seulement qu’ils rendent aisément compréhensibles les théories les plus abstruses. Si j’ai pensé à la rose au point de départ, c’est que je tenais absolument à identifier le Mouvement Jovialiste et, par la suite, tout ce qui allait en sortir, à une vision de paix, d’ouverture et de bonheur. »
« (…) J’encourage donc les cerveaux supérieurs – à défaut de joindre les rangs du Mouvement Jovialiste – à constituer autour d’eux un groupe d’appui, au lieu de s’isoler dans une secte d’individus de même calibre où les jalousies immenses et les conflits de personnalité titanesques ne pourraient que les détruire et les abrutir. C’est ce que j’ai fait et je m’en porte bien. Autant l’homme doit apprendre à déceler dans son milieu les individus aussi forts que lui pour pouvoir s’entretenir avec eux de leur force commune, autant il doit apprendre à compter sur ceux qui, moins puissants, n’en nourrissent pas moins envers lui une vive admiration ainsi qu’un profond désir de servir une grande œuvre (…) »
« Le Mouvement Jovialiste travaille à l’abolition de la notion de politique. L’idée que les hommes ne puissent vivre en société sans être dirigés est fausse. Les savants-pontifes qui constitueront le gouvernement de l’avenir représenteront la volonté de tous et ne tenteront pas de s’y substituer. Un homme est par définition un être ingouvernable. »